# William Garity
William E. "Bill" Garity (Nueva York, 2 de abril de 1899-Los Ángeles, 16 de septiembre de 1971) fue un inventor y técnico estadounidense. Es más conocido por su trabajo en Walt Disney Studios, donde inventó la cámara mutiplano junto a Ub Iwerks, en 1937; y donde desarrolló Fantasound, uno de los primeros sistemas de sonido estereofónico, para la película Fantasía en 1940. Él fue incluido en el programa Disney Legends en 1999.